# 马林贝格
马林贝格（德語：Marienberg，發音：[maˈʁiːənˌbɛʁk] ⓘ）是德国萨克森州厄尔士山县的城市，曾是中厄尔士山县的县治，面积133.5平方千米，2023年12月31日人口为16,420人。